# Lerkehaug
Lerkehaug är en tidigare tätort i Steinkjers kommun i Trøndelag fylke i mellersta Norge. Orten ligger vid fylkesväg 759, söder om staden Steinkjer.
Sedan 2002 räknas bebyggelsen i orten som en del av tätorten Steinkjer.
Tidigare har orten tillhört dåvarande Sparbu kommun.